# Euploea jessica
Euploea jessica är en fjärilsart som beskrevs av Butler 1869. Euploea jessica ingår i släktet Euploea och familjen praktfjärilar. Inga underarter finns listade i Catalogue of Life.